# Општина Таримбаро (Мичоакан)
Таримбаро (шп. Tarímbaro) општина је у Мексику у савезној држави Мичоакан. Општина се налази на надморској висини од 1869 м.

## Становништво
Према подацима из 2010. у општини је живело 78623 становника.

### Хронологија
| Година       | 2000                  | 2005                  | 2010                  |
| ------------ | --------------------- | --------------------- | --------------------- |
| Становништво | 39408 (18818 / 20590) | 51479 (24581 / 26898) | 78623 (37951 / 40672) |

### Попис
| \| \| м \| \| \| ж \| \| 0—2 \| 2.447 \| \| \| 2.404 \| \| 3—5 \| 2.645 \| \| \| 2.509 \| \| 6—11 \| 4.768 \| \| \| 4.670 \| \| 12—14 \| 2.068 \| \| \| 2.024 \| \| 15—17 \| 2.062 \| \| \| 2.103 \| \| 18—24 \| 4.166 \| \| \| 4.764 \| \| 60+ \| 2.345 \| \| \| 2.452 \| \| Просек : \| 28,3 \| \| \| 29,2 \| |       |  |  |       |
| |       |  |  |       |
| | м     |  |  | ж     |
| 0—2 | 2.447 |  |  | 2.404 |
| 3—5 | 2.645 |  |  | 2.509 |
| 6—11 | 4.768 |  |  | 4.670 |
| 12—14 | 2.068 |  |  | 2.024 |
| 15—17 | 2.062 |  |  | 2.103 |
| 18—24 | 4.166 |  |  | 4.764 |
| 60+ | 2.345 |  |  | 2.452 |
| Просек : | 28,3  |  |  | 29,2  |

| #   | Индикатор                                                                                        | Вредност |
| --- | ------------------------------------------------------------------------------------------------ | -------- |
| 1   | Становништво од 0 до 2 године                                                                    | 4851     |
| 2   | Мушко становништво од 0 до 2 године                                                              | 2447     |
| 3   | Женско становништво од 0 до 2 године                                                             | 2404     |
| 4   | Становништво са 3 и више година                                                                  | 67996    |
| 5   | Мушко становништво са 3 и више година                                                            | 32618    |
| 6   | Женско становништво са 3 и више година                                                           | 35378    |
| 7   | Становништво са 5 и више година                                                                  | 64516    |
| 8   | Мушко становништво са 5 и више година                                                            | 30838    |
| 9   | Женско становништво са 5 и више година                                                           | 33678    |
| 10  | Становништво са 12 и више година                                                                 | 53404    |
| 11  | Мушко становништво са 12 и више година                                                           | 25205    |
| 12  | Женско становништво са 12 и више година                                                          | 28199    |
| 13  | Становништво са 15 и више година                                                                 | 49312    |
| 14  | Мушко становништво са 15 и више година                                                           | 23137    |
| 15  | Женско становништво са 15 и више година                                                          | 26175    |
| 16  | Становништво са 18 и више година                                                                 | 45147    |
| 17  | Мушко становништво са 18 и више година                                                           | 21075    |
| 18  | Женско становништво са 18 и више година                                                          | 24072    |
| 19  | Становништво од 3 до 5 година                                                                    | 5154     |
| 20  | Мушко становништво од 3 до 5 година                                                              | 2645     |
| 21  | Женско становништво од 3 до 5 година                                                             | 2509     |
| 22  | Становништво од 6 до 11 година                                                                   | 9438     |
| 23  | Мушко становништво од 6 до 11 година                                                             | 4768     |
| 24  | Женско становништво од 6 до 11 година                                                            | 4670     |
| 25  | Становништво од 8 до 14 година                                                                   | 10260    |
| 26  | Мушко становништво од 8 до 14 година                                                             | 5178     |
| 27  | Женско становништво од 8 до 14 година                                                            | 5082     |
| 28  | Становништво од 12 до 14 година                                                                  | 4092     |
| 29  | Мушко становништво од 12 до 14 година                                                            | 2068     |
| 30  | Женско становништво од 12 до 14 година                                                           | 2024     |
| 31  | Становништво од 15 до 17 година                                                                  | 4165     |
| 32  | Мушко становништво од 15 до 17 година                                                            | 2062     |
| 33  | Женско становништво од 15 до 17 година                                                           | 2103     |
| 34  | Становништво од 18 до 24 године                                                                  | 8930     |
| 35  | Мушко становништво од 18 до 24 године                                                            | 4166     |
| 36  | Женско становништво од 18 до 24 године                                                           | 4764     |
| 37  | Женско становништво од 15 до 49 година                                                           | 21398    |
| 38  | Становништво са 60 и више година                                                                 | 4797     |
| 39  | Мушко становништво са 60 и више година                                                           | 2345     |
| 40  | Женско становништво са 60 и више година                                                          | 2452     |
| 41  | Однос између мушкараца и жена                                                                    | 93.31    |
| 42  | Становништво од нуле до 14 година                                                                | 23535    |
| 43  | Становништво од 15 до 64 године                                                                  | 45929    |
| 44  | Становништво од 65 година и више                                                                 | 3383     |
| 45  | Просечан број деце                                                                               | 2.23     |
| 46  | Становништво рођено у ентитету                                                                   | 63487    |
| 47  | Мушко становништво рођено у ентитету                                                             | 30327    |
| 48  | Женско становништво рођено у ентитету                                                            | 33160    |
| 49  | Становништво рођено у другом ентитету                                                            | 8564     |
| 50  | Мушко становништво рођено у другом ентитету                                                      | 4338     |
| 51  | Женско становништво рођено у другом ентитету                                                     | 4226     |
| 52  | Становништво од 5 година и више резидентно у ентитету у јуну 2005. године                        | 60330    |
| 53  | Мушко становништво старосног доба од 5 година и више, резидентно у ентитету у јуну 2005. године  | 28294    |
| 54  | Женско становништво старосног доба од 5 и више година, резидентно у ентитету у јуну 2005. године | 32036    |
| 55  | Становништво од 5 година и више које је живело у другом ентитету у јуну 2005. године             | 2167     |
| 56  | Мушко становништво старије од 5 година које је живело у другом ентитету у јуну 2005. године      | 1118     |
| 57  | Женско становништво старије од 5 година које је живело у другом ентитету у јуну 2005. године     | 1049     |
| 58  | Становништво од 3 године и више које говори аутохтони језик                                      | 258      |
| 59  | Мушко становништво старо 3 године и више које говори аутохтони језик                             | 154      |
| 60  | Женско становништво старо 3 године и више које говори аутохтони језик                            | 104      |
| 61  | Становништво од 3 године и више које говори аутохтони језик и не говори шпански језик            | 0        |
| 62  | Мушко становништво старо 3 године и више које говори аутохтони језик и не говори шпански         | 0        |
| 63  | Женско становништво старо 3 године и више које говори аутохтони језик и не говори шпански језик  | 0        |
| 64  | Становништво старо 3 године и више које говори аутохтони језик и шпански                         | 159      |
| 65  | Мушко становништво старо 3 године и више које говори аутохтони језик и шпански                   | 99       |
| 66  | Женско становништво старо 3 године и више које говори аутохтони језик и шпански                  | 60       |
| 67  | Становништво од 5 година и више које говори аутохтони језик                                      | 252      |
| 68  | Становништво од 5 година и више које говори аутохтони језик и не говори шпански језик            | 0        |
| 69  | Становништво од 5 година и више које говори аутохтони језик и говори шпански језик               | 158      |
| 70  | Становништво у домородачким домаћинствима                                                        | 570      |
| 71  | Становништво са ограничењима у активностима                                                      | 2766     |
| 72  | Становништво са ограниченим ходањем или кретањем, горе или доле                                  | 1539     |
| 73  | Становници са ограничењима вида, чак и уз кориштење сочива                                       | 797      |
| 74  | Становништво са ограничењима говора, комуникације или конверзације                               | 236      |
| 75  | Становништво са ограниченим слухом                                                               | 265      |
| 76  | Становништво са ограничењима при одевању, купању или јелу                                        | 112      |
| 77  | Становништво са ограничењима у опажању или учењу једноставних ствари                             | 128      |
| 78  | Становништво са менталним ограничењима                                                           | 189      |
| 79  | Становништво без ограничења активности                                                           | 69437    |
| 80  | Становништво од 3 до 5 година које не похађа школу                                               | 2132     |
| 81  | Мушко становништво од 3 до 5 година које не похађа школу                                         | 1114     |
| 82  | Женско становништво од 3 до 5 година које не похађа школу                                        | 1018     |
| 83  | Становништво од 6 до 11 година које не похађа школу                                              | 217      |
| 84  | Мушко становништво од 6 до 11 година које не похађа школу                                        | 109      |
| 85  | Женско становништво од 6 до 11 година које не похађа школу                                       | 108      |
| 86  | Становништво од 12 до 14 година које не похађа школу                                             | 459      |
| 87  | Мушко становништво од 12 до 14 година које не похађа школу                                       | 236      |
| 88  | Женско становништво од 12 до 14 година које не похађа школу                                      | 223      |
| 89  | Становништво од 15 до 17 година похађа школу                                                     | 2320     |
| 90  | Мушко становништво од 15 до 17 година похађа школу                                               | 1126     |
| 91  | Женско становништво између 15 и 17 година живота у школи                                         | 1194     |
| 92  | Становништво од 18 до 24 године похађа школу                                                     | 2039     |
| 93  | Мушко становништво од 18 до 24 године похађа школу                                               | 954      |
| 94  | Женско становништво од 18 до 24 године похађа школу                                              | 1085     |
| 95  | Становништво од 8 до 14 година које не може да чита и пише                                       | 256      |
| 96  | Мушко становништво старосног доба од 8 до 14 година које не може да чита и пише                  | 162      |
| 97  | Женско становништво старосног доби од 8 до 14 година које не може да чита и пише                 | 94       |
| 98  | Становништво од 15 година и више које је неписмено                                               | 3078     |
| 99  | Мушко становништво од 15 година и више које је неписмено                                         | 1404     |
| 100 | Женско становништво од 15 година и више које је неписмено                                        | 1674     |
| 101 | Становништво старо 15 и више година без школовања                                                | 2971     |
| 102 | Мушко становништво старо 15 и више година без школовања                                          | 1457     |
| 103 | Женско становништво старо 15 и више година без школовања                                         | 1514     |
| 104 | Становништво старосног доба 15 и више година са непотпуним основним образовањем                  | 7124     |
| 105 | Мушко становништво старосног доба од 15 година и више са непотпуном основним образовањем         | 3252     |
| 106 | Женско становништво старосног доба 15 и више година са непотпуном основним образовањем           | 3872     |
| 107 | Становништво старо 15 и више година са комплетним основним образовањем                           | 8525     |
| 108 | Мушко становништво старо 15 година и више са комплетним основним образовањем                     | 3813     |
| 109 | Женско становништво старо 15 и више година са комплетним основним образовањем                    | 4712     |
| 110 | Становништво старосног доба 15 и више година са непотпуним средњим образовањем                   | 2814     |
| 111 | Мушко становништво старосног доба од 15 година и више са непотпуним средњим образовањем          | 1553     |
| 112 | Женско становништво старосног доба од 15 година и више са непотпуним средњим образовањем         | 1261     |
| 113 | Становништво старо 15 и више година са пуним секундарном образовањем                             | 10821    |
| 114 | Мушко становништво старосног доба од 15 година и више са пуним секундарном образовањем           | 5100     |
| 115 | Женско становништво старосног доба од 15 година и више са пуним секундарном образовањем          | 5721     |
| 116 | Становништво старије од 18 година са постосновним образовањем                                    | 15414    |
| 117 | Мушко становништво старије од 18 година са постосновним образовањем                              | 7336     |
| 118 | Женско становништво старије од 18 година са постосновним образовањем                             | 8078     |
| 119 | Просечна оцена школовања                                                                         | 8.51     |
| 120 | Просечан ниво образовања мушке популације                                                        | 8.53     |
| 121 | Просечан ниво образовања женског становништва                                                    | 8.49     |
| 122 | Економски активно становништво                                                                   | 28051    |
| 123 | Економски активна мушка популација                                                               | 19293    |
| 124 | Економски активна женска популација                                                              | 8758     |
| 125 | Становништво које није економски активно                                                         | 24949    |
| 126 | Мушко становништво које није економски активно                                                   | 5659     |
| 127 | Женско становништво које није економски активно                                                  | 19290    |
| 128 | Запослено становништво                                                                           | 26512    |
| 129 | Запослено мушко становништво                                                                     | 17978    |
| 130 | Запослено женско становништво                                                                    | 8534     |
| 131 | Незапослена популација                                                                           | 1539     |
| 132 | Незапослена мушка популација                                                                     | 1315     |
| 133 | Незапослена женска популација                                                                    | 224      |
| 134 | Становништво без права на здравствене услуге                                                     | 26581    |
| 135 | Становништво које има право на здравствене услуге                                                | 46048    |
| 136 | Становништво које има право на ИМСС                                                              | 24711    |
| 137 | Становништво које има право на социјално осигурање                                               | 4548     |
| 138 | Становништво које има право на државно социјално осигурање                                       | 84       |
| 139 | Становништво које има право на опште осигурање или здравствено осигурање за нову генерацију      | 16393    |
| 140 | Становништво које је било једном или није било у браку током 12 година и више                    | 16343    |
| 141 | Венчано или уједињено становништво од 12 година и више                                           | 33329    |
| 142 | Становништво које је било у браку или уједињено 12 година и више                                 | 3576     |
| 143 | Становништво са католичком религијом                                                             | 66739    |
| 144 | Протестанти, еванђелисти и библијски следбеници различити од еванђелиста                         | 3499     |
| 145 | Становништво са другим религијама различитим од претходних                                       | 35       |
| 146 | Становништво без религије                                                                        | 1425     |
| 147 | Укупно пописаних домаћинства                                                                     | 19291    |
| 148 | Пописна домаћинства на челу са мушкарцима                                                        | 14928    |
| 149 | Пописна домаћинства на челу са женама                                                            | 4363     |
| 150 | Становништво у пописним домаћинствима                                                            | 72704    |
| 151 | Становништво у пописним домаћинствима на челу са мушкарцима                                      | 58863    |
| 152 | Становништво у пописним домаћинствима на челу са женама                                          | 13841    |
| 153 | Укупно домаћинстава                                                                              | 34925    |
| 154 | Укупно насељених домаћинстава                                                                    | 21213    |
| 155 | Укупно приватних кућа                                                                            | 33003    |
| 156 | Насељени приватни домови                                                                         | 19291    |
| 157 | Укупно насељених приватних кућа                                                                  | 21209    |
| 158 | Ненасељене приватне куће                                                                         | 11556    |
| 159 | Појединачна домаћинства за привремену употребу                                                   | 2156     |
| 160 | Становници у насељеним приватним кућама                                                          | 72704    |
| 161 | Насељеност станара у приватним становима                                                         | 3.77     |
| 162 | Просечно становника по соби у приватним насељеним домаћинствима                                  | 1.14     |
| 163 | Појединачна домаћинства са подовима од различитих материјала од земље                            | 18420    |
| 164 | Појединачна домаћинства у приземљу                                                               | 795      |
| 165 | Појединачна домаћинства са једном спаваћом собом                                                 | 6842     |
| 166 | Појединачна домаћинства са две спаваће собе и више                                               | 12398    |
| 167 | Појединачна домаћинства са једним собом                                                          | 882      |
| 168 | Појединачна домаћинства са две собе                                                              | 4307     |
| 169 | Појединачна домаћинства са 3 собе и више                                                         | 14018    |
| 170 | Појединачна домаћинства која имају електрично светло                                             | 19130    |
| 171 | Појединачна домаћинства која немају електрично светло                                            | 119      |
| 172 | Појединачна домаћинства која имају водоводну воду у стамбеном простору                           | 18786    |
| 173 | Појединачна домаћинства која немају водоводну воду у стамбеном простору                          | 413      |
| 174 | Појединачна домаћинства која имају тоалет                                                        | 18727    |
| 175 | Појединачна домаћинства која имају канализацију                                                  | 18543    |
| 176 | Појединачна домаћинства која немају канализацију                                                 | 647      |
| 177 | Појединачна домаћинства која имају електрично светло, довод воде из јавне мреже и канализацију   | 18220    |
| 178 | Појединачна домаћинства без икаквих услова                                                       | 132      |
| 179 | Појединачна домаћинства која имају радио                                                         | 16161    |
| 180 | Појединачна домаћинства која имају телевизор                                                     | 18663    |
| 181 | Појединачна домаћинства која имају фрижидер                                                      | 16994    |
| 182 | Појединачна домаћинства која имају машину за веш                                                 | 12835    |
| 183 | Појединачна домаћинства која имају аутомобил или комби                                           | 9373     |
| 184 | Појединачна домаћинства која имају рачунар                                                       | 4852     |
| 185 | Појединачна домаћинства која имају фиксну телефонску линију                                      | 5878     |
| 186 | Појединачна домаћинства која имају мобилни телефон                                               | 14170    |
| 187 | Појединачна домаћинства која имају приступ интернету                                             | 2453     |